# لنچولو

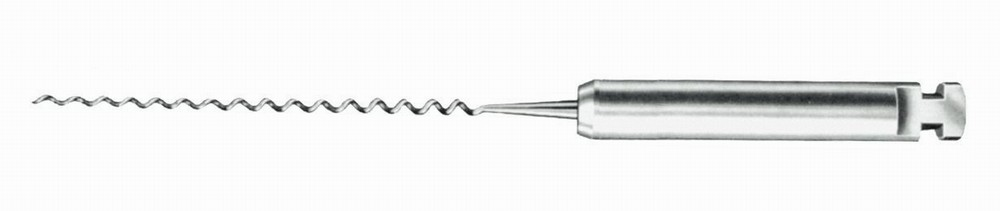
لنچولو

لنچولو (lentulo) از ابزار دندانپزشکی است که به هنگام درمان ریشه دندان برای پرکردن کانال ریشه با خمیر بکار می‌رود. همجنین برای فرستادن برخی دیگر از مواد مانند انواع سمانها به داخل کانالِ آماده شده، از این وسیله استفاده می‌شود. لنچولو میله‌ای مارپیچی و باریک است که بر روی هندپیس آنگل سوار می‌شود و اگر در جهت عقربه‌های ساعت بچرخد خمیر را به انتهای کانال می‌فرستد.
لنچولو بیشتر برای پر کردن کانالهای گشاد بکار می‌رود.
این وسیله در بازار به نام «بورپات» نیز شناخته می‌شود.